# Purwadadi (Carenang)
Purwadadi is een bestuurslaag in het regentschap Serang van de provincie Banten, Indonesië. Purwadadi telt 4875 inwoners (volkstelling 2010).